# Segelfluggelände Bensheimer Stadtwiesen

i7
i11
i13
Das Segelfluggelände Bensheimer Stadtwiesen liegt zwischen dem Bensheimer Gewerbegebiet Schwanheimer Straße und dem Stadtteil Schwanheim. Der Name des Segelfluggeländes erlaubt Rückschluss auf das Grundeigentum (Stadt) und die frühere Nutzung (=Bleichwiesen am Winkelbach, der früher hier im ehemaligen Neckarbett mäandrierte).

## Flugbetrieb
Das Segelfluggelände ist mit einer 980 m langen und 30 m breiten Start- und Landebahn aus Gras (Bezeichnung 14L/32L) und mit zwei 250 m langen und 30 m breiten Landebahn aus Gras (Bezeichnungen 14R und 32R) ausgestattet.
Es besitzt eine Betriebszulassung für:
- Segelflugzeuge,
- nicht selbststartende Motorsegler,
- Motorsegler, die mit eigener Kraft starten und sich im Eigentum der Segelfluggruppe Bensheim e. V. oder seiner Mitglieder befinden oder in Heppenheim, Reinheim oder Babenhausen stationiert sind,
- dreiachsgesteuerte Ultraleichtflugzeuge, die von Vereinsmitgliedern betrieben werden,
- Hängegleiter und
- Flugzeuge bis zu 2000 kg höchstzulässiger Flugmasse (MTOM) zum Schleppen von Segelflugzeugen oder Motorseglern.

Als Startarten sind Flugzeugschleppstart und Windenstart zugelassen. Der Halter und Betreiber des Segelfluggeländes ist die Segelfluggruppe Bensheim e. V.
Der Grasplatz wurde zuletzt 2006 neu planiert, begradigt und überflutungssicher angehoben. Auf dem Flugplatzgelände befinden sich unter anderem mehrere Hallen/Hangars und das Vereinsgebäude.

## Flugbewegungen
Im Jahr 2006 gab es insgesamt 2133 Flugbewegungen, davon 1567 Segelflugstarts (hiervon 1119 Windenstarts) und 263 Starts von Motorseglern. Außerdem wurden 118 Motorflüge aufgrund von Rund-, Wartungs- oder Einweisungsflügen veranstaltet. So wurden im Jahr 2018 im bundesweit ausgetragenen 'Online Contest' 301 Flüge mit einer Gesamtstrecke von 82.862 km gewertet.

## Bilder

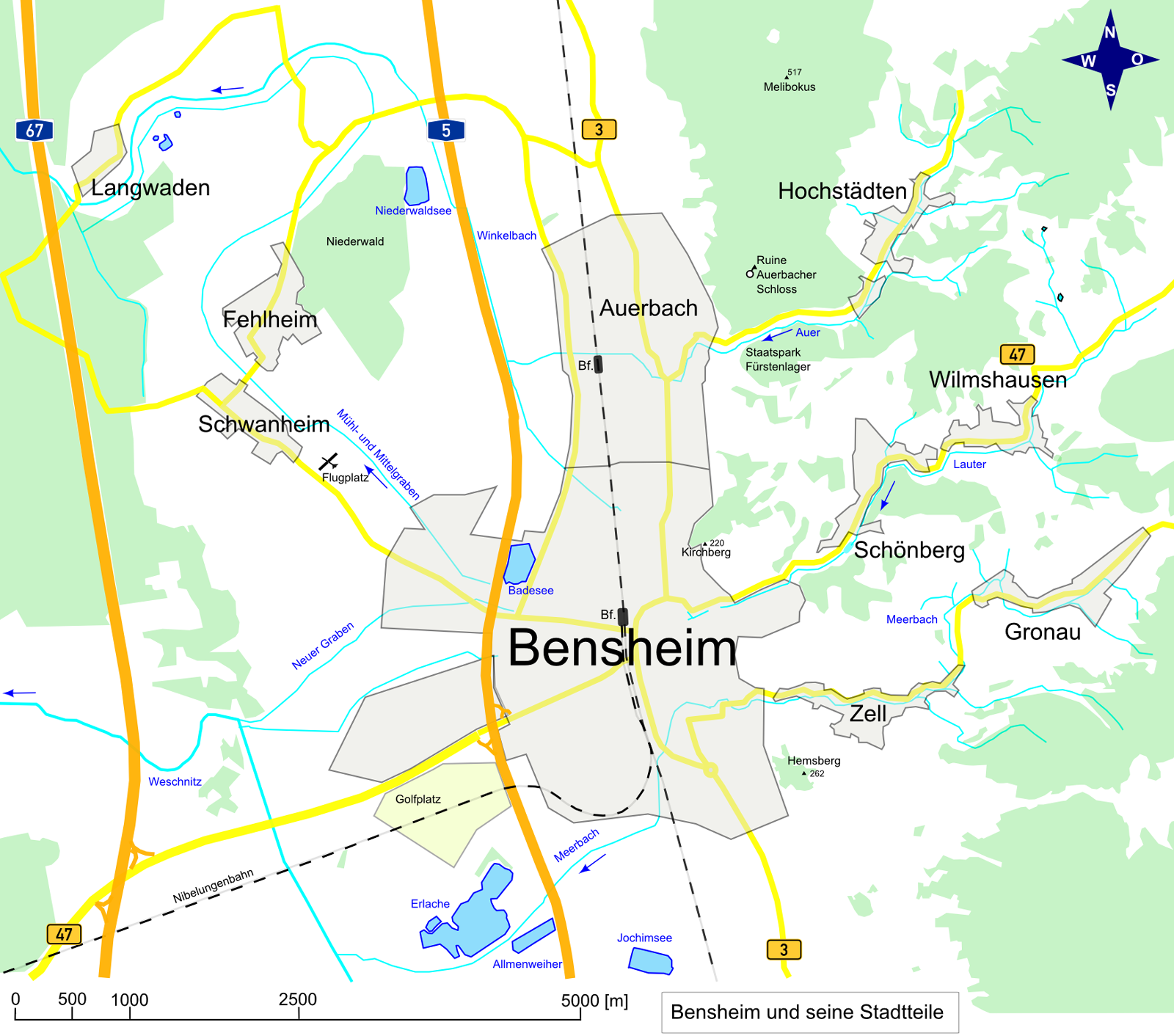
Die Lage des Segelfluggeländes zwischen Bensheim und dem Stadtteil Schwanheim
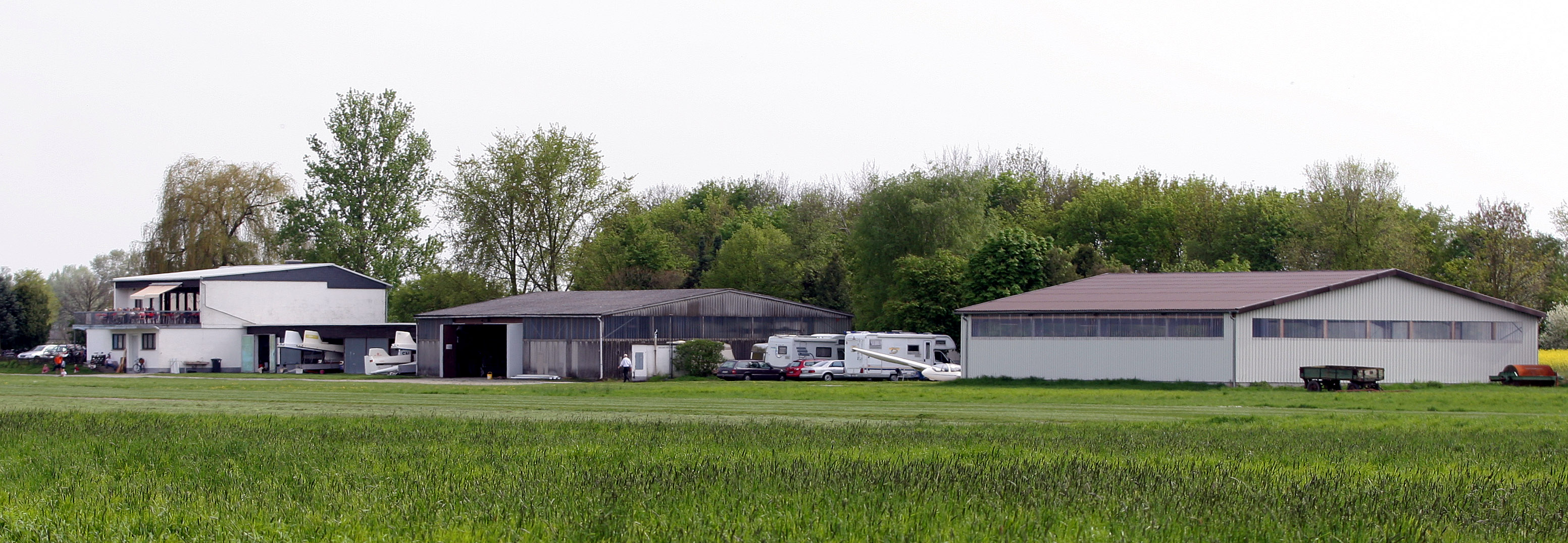
Hangars am Segelfluggelände
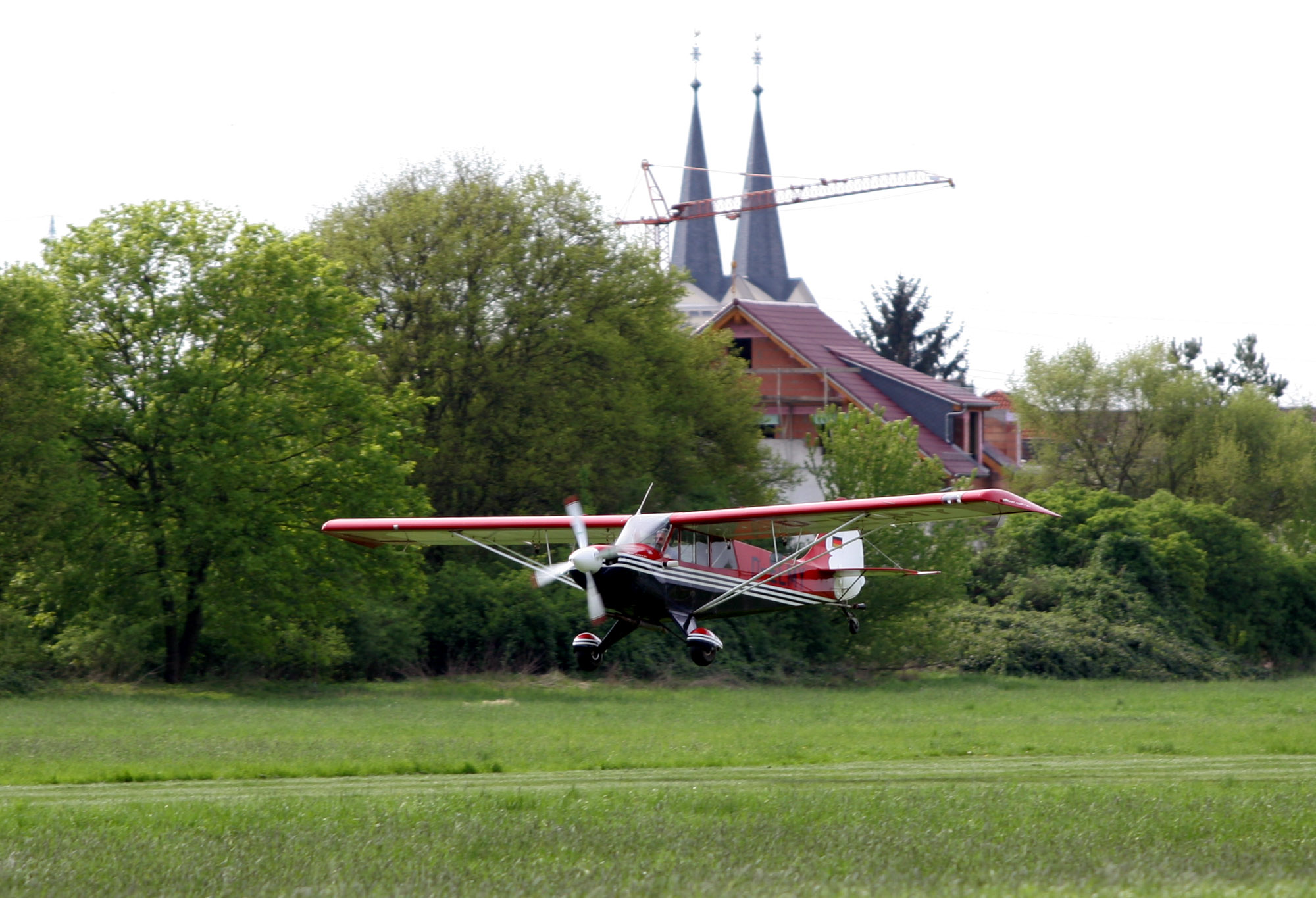
Das Motorflugzeug AVIAT HUSKY kurz D-ELMY bei der Landung. Im Hintergrund die zwei Kirchtürme der Schwanheimer Kirche.
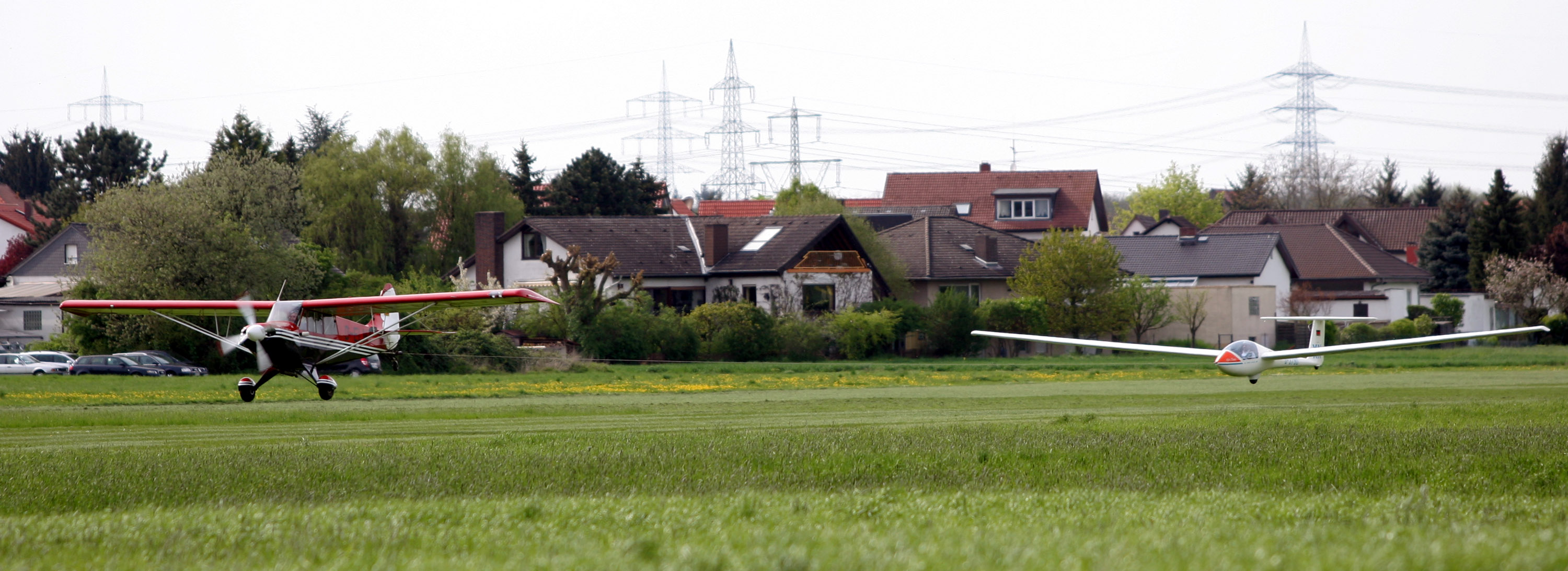
Ein Segelflugzeug wird von einem Motorflugzeug in Schlepp genommen

## Zwischenfälle
Am 10. März 2018 geriet ein Ultraleichtflugzeug des Typs Roland Zodiac DX aus einer Rechtskurve heraus ins Trudeln und prallte auf den Boden. Der 32-jährige Pilot und seine Passagierin wurden tödlich verletzt. Das Ultraleichtflugzeug wurde komplett zerstört.